# Seven
Seven (a vegades estilitzada com Se7en) és un thriller estatunidenc de 1995, amb elements de terror i de cinema negre, escrit per Andrew Kevin Walker, dirigida per David Fincher, i distribuïda per New Line Cinema. La protagonitzen Brad Pitt i Morgan Freeman, amb Gwyneth Paltrow, R. Lee Ermey i Kevin Spacey en papers secundaris. Ha estat doblada al català.

## Comentaris[calcitació]
David Fincher va aconseguir amb Seven la proesa d'harmonitzar taquilla i crítica, factors gairebé sempre divergents.	
Li va treure partit al seu impactant estil visual, al servei d'un guió sorprenent, molt impactant i alhora reflexiu, sobre la corrupció en la societat actual. Una angoixant i fosca ambientació emfatitza les dramàtiques interpretacions de Morgan Freeman, Brad Pitt i, sobretot, Kevin Spacey.
El psicòpata de Seven comet les seves atrocitats -mai es veu com les executa, només els seus macabres resultats- guiat pels set pecats capitals, que ell jerarquitza en aquest ordre: gola, avarícia, mandra, luxúria, supèrbia, enveja i ira.
Hollywood ha tractat moltíssimes vegades i des de diferents punts de vista als pshyco-killers, als assassins en sèrie. La novetat de Seven rau més en la seva posada en imatges que en el personatge l'assassí o la seva persecució policial, encara que hi hagi algun sorprenent gest de complicitat en l'hàbil i enginyós guió, especialment en la seva part final. El mèrit de David Fincher, en el seu segon llargmetratge, és la creació d'un tenebrós clímax ambiental, gairebé gòtic, alterat en funció de la naturalesa de cadascun dels assassinats. Els assassinats són realment retorçats i algunes escenes romanen en la memòria de l'espectador per molt temps. L'escena final, antològica.

## Repartiment
- Morgan Freeman: Detectiu Tinent William Somerset
- Brad Pitt: Detectiu David Mills
- Gwyneth Paltrow: Tracy Mills
- Kevin Spacey: John Doe (en algunes versions no surt als crèdits)
- R. Lee Ermey: Capità de la policia
- Grant Livigni: Oficial de la policia
- John C. McGinley: California, cap de l'equip SWAT
- Julie Araskog: Mrs. Gould
- Richard Roundtree: Fiscal de districte Martin Talbot
- Michael Massee: el porter del club fetitxe
- Daniel Zacapa: Detectiu Taylor
- Hawthorne James: George, guàrdia de nit de la biblioteca
- Peter Crombie: Dr. O'Neill
- Richard Portnow: Dr. Beardsley
- Richard Schiff: Mark Swarr, advocat de John Doe
- Reg E. Cathey: Metge forense
- Andrew Kevin Walker: Home mort
- Lennie Loftin: Policia
- Leland Orser: home embogit a la sala de massatges

## Banda sonora
La música original de la pel·lícula va ser escrita per Howard Shore. La música de la introducció és un remix fet per Coil de la cançó Closer de Nine Inch Nails. La cançó que se sent durant els crèdits finals és The hearts Filthy lesson de David Bowie.

## Premis
La pel·lícula va optar a diversos guardons, d'entre els quals destaquen:
- 1995 - Nominada a l'Oscar al millor muntatge
- 1995 - Nominada al BAFTA al millor guió original
- 1995 - National Board of Review: Millor actor secundari (Kevin Spacey)
- 1995 - Cercle de crítics de Nova York: Millor actor secundari (Kevin Spacey)